# Tarak Dhiab
Tarak Dhiab (15 luglio 1954) è un ex calciatore tunisino, di ruolo centrocampista.

## Carriera
Giocò per la maggior parte della carriera nell'Esperance Tunis, con cui vinse per 6 volte il campionato tunisino (1975, 1976, 1982, 1985, 1988, 1989). Nel 1977 fu Pallone d'oro africano e l'anno seguente prese parte ai Mondiali con la sua Nazionale.

## Palmarès

### Club

#### Competizioni nazionali
- Campionato tunisino: 6

Espérance: 1974-1975, 1975-1976, 1981-1982, 1984-1985, 1987-1988, 1988-1989
- Coppa di Tunisia: 4

Espérance: 1978-1979, 1979-1980, 1985-1986, 1988-1989

### Individuale
- Calciatore africano dell'anno: 1

1977